# Beppe Grillo
Giuseppe Piero (Beppe) Grillo (uitspr.: /ˈbɛppe ˈɡrillo/; Genua, 21 juli 1948) is een Italiaans activist, blogger, komiek, acteur en politicus, die werkt(e) in films, theater en op televisie.

## Biografie
Na een opleiding als accountant werd Grillo bij toeval komiek toen hij tijdens een auditie voor podiumkunsten een monoloog improviseerde. Twee weken later werd hij ontdekt en geïntroduceerd door de tv-presentator Pippo Baudo. Vervolgens nam hij twee jaar lang deel aan de show Secondo Voi (1977–78). Later in 1979 nam hij deel aan Luna Park en Fantastico van Enzo Trapani. In de jaren tachtig rees zijn ster verder dankzij shows als Te la do io l'America (1982) en Te lo do io il Brasile (1984) waarin hij verslag deed over ervaringen tijdens zijn bezoeken aan de Verenigde Staten en Brazilië, rijkelijk geïllustreerd met anekdotes en wetenswaardigheden over de cultuur, dagelijks leven en schoonheid van deze oorden. Hierdoor nam zijn populariteit toe en werd hij de protagonist van de speciaal rond hem ontwikkelde show Grillometro (Grillometer). In 1986 won hij een prijs met het adverteren van een merk yoghurt.
Spoedig hierna werden zijn optredens gekenmerkt door het toenemende politiek–satirische karakter. Dit werd vaak zo direct tot uitdrukking gebracht dat hij snel een groot aantal Italiaanse politici beledigde.
In 1987 viel hij tijdens de zaterdagse tv-show Fantastico de Socialistische Partij van Italië aan, evenals haar leider Bettino Craxi, toen  premier, wegens diens bezoek aan de Volksrepubliek China. Grillo zei:

“Als de Chinezen allemaal socialisten zijn, van wie stelen zij dan? 
De grap verwees naar het totalitarisme van de volksrepubliek, maar meer nog naar de wijdverbreide corruptie onder politici waarvoor deze socialistische partij bekendstond. Het gevolg was dat Grillo geruisloos en effectief werd verbannen van de publieke omroep. Niettemin werd hij enkele jaren later gerehabiliteerd toen de socialistische partij moest worden ontbonden na een chaotische opstapeling van corruptieschandalen, bekend als de Tangentopoli. Craxi overleed in Tunis en kon zo niet meer terugkeren naar Italië, waar hij gevangen zou zijn gezet wegens verscheidene veroordelingen.
Vanaf het begin van de jaren negentig verscheen Grillo nog maar zelden op televisie. Volgens velen was de reden hiervoor een stilzwijgende verbanning door politici, die zich aangevallen voelden door het openbaarmaken van hun verborgen financiële activiteiten, fraudes en gesjoemel met declaraties. Toen in 1993 eindelijk een van zijn shows mocht worden uitgezonden door de RAI, trok deze een recordaantal van 16 miljoen kijkers. Later werd hij definitief geweerd van de Italiaanse televisie.
Tegenwoordig treedt hij met veel succes op in Italiaanse en buitenlandse theaters. Grillo’s thema’s omvatten energiegebruik, politieke en maatschappelijke corruptie, financiën, vrijheid van meningsuiting, kinderarbeid, globalisering en technologie.
De laatste tijd is Grillo begonnen het gebruik van Wikipedia aan te moedigen als de toekomst voor het delen van kennis. Hij is ook in algemene zin een sterke voorstander van een vrij gebruik van internet.
Op 4 oktober 2009 richtte hij, samen met Gianroberto Casaleggio de Vijfsterrenbeweging op, een nieuwe politieke partij. Van 2009 tot en met 2017 was hij hiervan de leider.

## Beppegrillo.it
Hij houdt een blog bij (beschikbaar in het Italiaans, Engels en Japans) dat dagelijks wordt geactualiseerd. Binnen de Italiaanse versie tellen zijn blogberichten veelal honderden of zelfs duizenden reacties. Volgens Technorati neemt de blog een plaats in tussen de 10 meest bezochte blogs ter wereld. Vaak ontvangt hij waarderend en ondersteunende brieven van prominenten als Antonio Di Pietro (oud-minister van Infrastructuur), Renzo Piano, Nobelprijswinnaars Dario Fo, Joseph E. Stiglitz, de veertiende dalai lama en Muhammad Yunus.
Dankzij geldelijke bijdragen van bloglezers kocht Grillo op 1 september 2005 een paginagrote advertentie in de krant La Repubblica, waarin hij de toenmalige directeur Antonio Fazio van de centrale bank van Italië opriep af te treden vanwege het Anton Veneta-bankschandaal. In oktober 2005 verkoos Time hem tot een van de "Europese helden 2005" wegens zijn voortdurende strijd tegen corruptie en financiële schandalen.
Op 22 november 2005 kocht Grillo weer een krantenpagina, nu in de International Herald Tribune, waarin hij onder het motto "Operatie Schoon Parlement" claimde dat parlementariërs niet burgers moeten kunnen vertegenwoordigen als zij ooit door een rechtbank zijn veroordeeld, al was het maar in de eerste van de drie graden van het Italiaanse systeem.
Op 26 juli 2007 mocht hij de leden van het Europees Parlement in Brussel toespreken, bij welke gelegenheid hij de aandacht wist te vestigen op de gevaarlijke, negatieve staat waarin de actuele Italiaanse politiek zich bevindt.
In augustus 2008 was Grillo het onderwerp van een reportage in het programma Foreign Correspondent van de Australische ABC-TV. Onder de titel 'The Clown Prince' schetste de reportage Grillo's leven, politieke activisme, zijn campagnes en het gebruik van internet als politiek gereedschap.

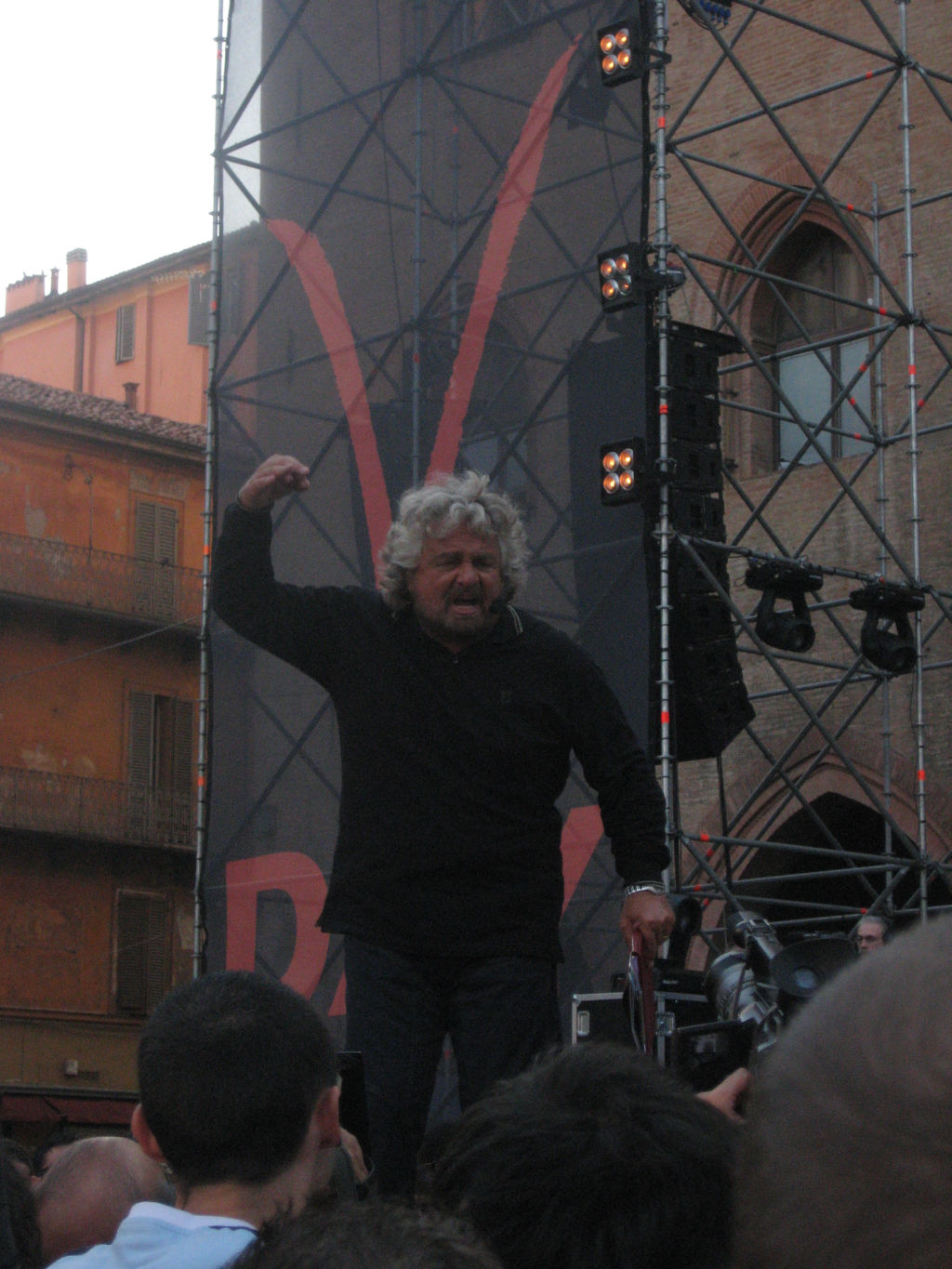
Beppe Grillo in Bologna sprekend op V-Day

Bij deze gelegenheid kon Grillo de zogenaamde V-Day officieel promoten. Deze V-Day is niet hetzelfde als de Amerikaanse "Valentines Day" of een afgeleide daarvan. Het staat voor "Vaffanculo Day" ('Pleur-op-dag'). De V-Day op 8 september 2007, waaraan in meer dan 280 Italiaanse steden evenals in het buitenland werd meegedaan, was door Grillo georganiseerd om landgenoten over te halen een petitie te ondertekenen voor de introductie van een ‘Wet van Volksinitiatief’ om parlementsleden die gerechtelijk veroordeeld zijn uit hun ambt te zetten.
V-Day was het eerste voorbeeld in de Italiaanse geschiedenis van een politieke demonstratie, die is voorbereid, gepromoot en gemobiliseerd in de sfeer van blogs en sociale netwerken op het internet. Dit kreeg een vervolg met de tweede V-Day, door middel van een samenkomst op 25 april 2008 op het San Carlo-plein in Turijn. Deze V-Day was gericht aan het adres aan de Italiaanse pers en haar steun voor het financiële beleid van de regering: Grillo kritiseerde de pers zwaar voor het gebrek aan vrijheid. Ook de NAVO-basissen in Italië kregen kritiek, alsook politici (Silvio Berlusconi werd toen recentelijk herkozen als premier).

## Juridische kwesties
In 1980 werd Grillo schuldig bevonden aan doodslag nadat bij een auto-ongeluk, waarbij hij de chauffeur was, drie passagiers waren omgekomen.
Tijdens zijn shows aarzelt Grillo nooit personen en bedrijven die hij corrupt acht bij naam te noemen. Om die reden is hij verscheidene keren wegens smaad aangeklaagd door personen en organisaties, zoals bijvoorbeeld door Telecom Italia.
Toen Italiaanse rechters het Parmalat-schandaal onderzochten, dat destijds ’s werelds grootste maatschappelijk bankroetschandaal ooit was, werd Grillo opgeroepen om te getuigen omdat hij in een van zijn shows vooruitliep op de zich aftekenende ineenstorting van het zuivelconglomeraat. Toen de rechters hem vroegen hoe hij dat had ontdekt, zei hij simpelweg dat Parmalat's financiële hiaten zo evident waren dat iedereen die bekwaam genoeg was om ze te zien ze kon zien en omdat de verantwoording van het bedrijf gemakkelijk toegankelijk was.

## Kritiek
Grillo wordt vaak bekritiseerd om zijn levensstijl. Critici nemen hem in het bijzonder kwalijk dat hij een motorjacht en een Ferrari sportwagen bezit, beide zaken die tegengesteld zijn aan zijn ecologische opstelling. In zijn blog erkende hij dat hij beide objecten inderdaad had aangeschaft, maar ze inmiddels heeft verkocht.

Hem wordt ook aangewreven dat hij voordeel ontleent aan de Condono Tombale, een fiscale amnestie, ingesteld door het kabinet Berlusconi in 2001, waartegen Grillo zich publiekelijk verzette. Grillo reageerde tijdens de V-Day demonstratie op deze kwestie. Hij zei dat hij er zelf slechts € 500 voordeel van had gehad.
Grillo heeft voorgesteld dat parlementsleden die een strafblad hebben openbare ambten worden ontzegd. Omdat hij zelf is veroordeeld wegens dood door schuld wegens een verkeersongeluk zeggen zijn critici dat hij zelf evenmin het recht heeft Italiaanse burgers te vertegenwoordigen. Grillo heeft altijd beweerd dat hij er überhaupt niet in geïnteresseerd is lid van het Italiaanse parlement te worden. Desondanks sprak hij in juli 2009 publiekelijk zijn voornemen uit om zich kandidaat te stellen voor de voorverkiezingen voor het parlement.
Een ander voorstel van hem is dat parlementariërs slechts twee regeringsperioden mogen vervullen, waarna zij niet meer opnieuw kunnen aantreden. Tegenstanders argumenteren dat dit het politieke leven van competente en deskundige politici zou bekorten, waarbij ze als regel Alcide De Gasperi, Aldo Moro en Enrico Berlinguer opvoeren als voorbeelden van briljante politici, die meer dan twee termijnen dienden.
Grillo wordt verweten dat hij een demagoog is, die politici op oppervlakkige kwesties en hun privéleven aanvalt, terwijl hij geen waardevolle alternatieven aandraagt. Daniele Luttazzi bijvoorbeeld, een beroemd satiricus, bekritiseerde Grillo in 2007 in een open brief gepubliceerd op de website van het magazine Micromega. Luttazzi beschuldigde Grillo ervan een demagoog en een populist te zijn, en suggereerde Grillo te kiezen tussen satire en politiek, bewerend dat de twee niet te combineren zijn.

## Filmografie
Beppe Grillo heeft een rol gespeeld in drie films:
- Cercasi Gesù (1982)
- Scemo di Guerra (1985)
- Topo Galileo (1987)

In 2008 was Grillo het onderwerp van de documentaire The Beppe Grillo Story, geproduceerd door Banyak Films voor Al Jazeera English.
In de 5-delige VPRO-tv-serie ‘De aanval op Europa’ (sept./okt. 2010) figureert Beppe Grillo als commentator vanuit Italië.

### Officiële websites
- De Engelstalige versie van Beppe Grillo’s persoonlijke blog
- Wereldwijde kaart met ontmoetingsplaatsen voor Beppe Grillo-fans

- Bibliothèque nationale de France: cb14183542k (data)
- Gemeinsame Normdatei: 134170474
- International Standard Name Identifier: 0000 0003 5481 6358
- Library of Congress Control Number: n2004030435
- MusicBrainz: 54e10ad5-c7dd-430c-a11b-2ef9f7b1d7e6
- Nationale Bibliotheek van Tsjechië: xx0176124
- Nationale Bibliotheek van Israël: 987007417795905171
- Nationale Bibliotheek van Polen: a0000002732004
- Istituto Centrale per il Catalogo Unico: LO1V188650
- Système universitaire de documentation: 129255084
- Virtual International Authority File: 59294259
- WorldCat: E39PBJd3RtPfTvwM7pbXFt6Frq